# كليفلاند (تكساس)
كليفلاند (بالإنجليزية: Cleveland, Texas)‏ هي مدينة تقع في مقاطعة ليبيرتي، تكساس بولاية تكساس في شمال شرق الولايات المتحدة. تأسست عام 1935، تبلغ مساحة هذه المدينة 12.5 (كم²)، وترتفع عن سطح البحر 45.7 م، بلغ عدد سكانها 7605 نسمة في عام 2000 حسب إحصاء مكتب تعداد الولايات المتحدة وتصل الكثافة السكانية فيها 238.9 نسمة/كم2.

## التركيبة السكانية
حدّد مكتب تعداد الولايات المتحدة بيانات التركيبة السكانية لكليفلاند في تعداد الولايات المتحدة. في ما يلي، التركيبة السكانية حسب تعدادي 2000 و2010.

### تعداد عام 2000
بلغ عدد سكان كليفلاند 7,605 نسمة بحسب تعداد عام 2000، وبلغ عدد الأسر 2,645 أسرة وعدد العائلات 1,759 عائلة مقيمة في المدينة. في حين سجلت الكثافة السكانية 154.6 نسمة لكل كيلومتر مربع (400.4/ميل2). وبلغ عدد الوحدات السكنية 2,976 وحدة بمتوسط كثافة قدره 60.5 لكل كيلومتر مربع (156.7/ميل2).
وتوزع التركيب العرقي للمدينة بنسبة 58.65% من البيض و27.13% من الأمريكيين الأفارقة و0.33% من الأمريكيين الأصليين و0.59% من الأمريكيين ذوي الأصول الآسيوية و11.58% من الأعراق الأخرى و1.72% من عرقين مختلطين أو أكثر و20.51% من الهسبانيون أو اللاتينيون من أي عرق.
بلغ عدد الأسر 2,645 أسرة كانت نسبة 39.8% منها لديها أطفال تحت سن الثامنة عشر تعيش معهم، وبلغت نسبة الأزواج القاطنين مع بعضهم البعض 42.4% من أصل المجموع الكلي للأسر، ونسبة 19% من الأسر كان لديها معيلات من الإناث دون وجود شريك، بينما كانت نسبة 5.1% من الأسر لديها معيلون من الذكور دون وجود شريكة وكانت نسبة 33.5% من غير العائلات. تألفت نسبة 29.2% من أصل جميع الأسر من عدة أفراد يعيشون في نفس المنزل ونسبة 13.9% كانت تتألف من شخص يعيش بمفرده يبلغ من العمر 65 عاماً أو أكثر. وبلغ متوسط حجم الأسرة المعيشية 2.63، أما متوسط حجم العائلات فبلغ 3.27.
بلغ العمر الوسطي للسكان 32.7 عاماً. وكانت نسبة 27.4% من القاطنين تحت سن الثامنة عشر، وكانت نسبة 9.9% بين الثامنة عشر والرابعة والعشرين عاماً، ونسبة 24.7% كانت واقعةً في الفئة العمرية ما بين الخامسة والعشرين والرابعة والأربعين عاماً، ونسبة 16.8% كانت ما بين الخامسة والأربعين والرابعة والستين، ونسبة 12.8% كانت ضمن فئة الخامسة والستين عاماً فما فوق. يوجد لكل 100 أنثى 87.7 ذكر، ويوجد لكل 100 أنثى في الثامنة عشر من عمرها فما فوق 83.2 ذكر.

### تعداد عام 2010
بلغ عدد سكان كليفلاند 7,675 نسمة بحسب تعداد عام 2010، وبلغ عدد الأسر 2,633 أسرة وعدد العائلات 1,717 عائلة مقيمة في المدينة. في حين سجلت الكثافة السكانية 156 نسمة لكل كيلومتر مربع (404.0/ميل2). وبلغ عدد الوحدات السكنية 2,984 وحدة بمتوسط كثافة قدره 60.7 لكل كيلومتر مربع (157.2/ميل2).
وتوزع التركيب العرقي للمدينة بنسبة 59.11% من البيض و24.04% من الأمريكيين الأفارقة و0.59% من الأمريكيين الأصليين و1.32% من الأمريكيين ذوي الأصول الآسيوية و0.01% من سكان جزر المحيط الهادئ و12.39% من الأعراق الأخرى و2.54% من عرقين مختلطين أو أكثر و27.77% من الهسبانيون أو اللاتينيون من أي عرق.
بلغ عدد الأسر 2,633 أسرة كانت نسبة 39.7% منها لديها أطفال تحت سن الثامنة عشر تعيش معهم، وبلغت نسبة الأزواج القاطنين مع بعضهم البعض 39% من أصل المجموع الكلي للأسر، ونسبة 19.7% من الأسر كان لديها معيلات من الإناث دون وجود شريك، بينما كانت نسبة 6.5% من الأسر لديها معيلون من الذكور دون وجود شريكة وكانت نسبة 34.8% من غير العائلات. تألفت نسبة 30% من أصل جميع الأسر من عدة أفراد يعيشون في نفس المنزل ونسبة 11.3% كانت تتألف من شخص يعيش بمفرده يبلغ من العمر 65 عاماً أو أكثر. وبلغ متوسط حجم الأسرة المعيشية 2.68، أما متوسط حجم العائلات فبلغ 3.36.
بلغ العمر الوسطي للسكان 33.2 عاماً. وكانت نسبة 26.7% من القاطنين تحت سن الثامنة عشر، وكانت نسبة 10.9% بين الثامنة عشر والرابعة والعشرين عاماً، ونسبة 27.1% كانت واقعةً في الفئة العمرية ما بين الخامسة والعشرين والرابعة والأربعين عاماً، ونسبة 23.3% كانت ما بين الخامسة والأربعين والرابعة والستين، ونسبة 11.9% كانت ضمن فئة الخامسة والستين عاماً فما فوق. وتوزع التركيب الجنسي للسكان بنسبة 50.7% ذكور و49.3% إناث.

## وصلات خارجية
- http://www.clevelandtexas.net/
- The US50 - Cities and Towns in Texas State